# Gymnasium St. Antonius

Historisches Luftbild, aufgenommen von Werner Friedli (28. Mai 1954)

Das Gymnasium St. Antonius ist eine öffentliche Schule mit einem Untergymnasium (Sekundarschule) und einer Maturitätsschule in Appenzell.

## Geschichte
Das «Kollegi» wurde bis 1999 durch die Kapuziner des 2011 aufgehobenen Kapuzinerklosters geleitet. Bereits in den Jahren zuvor unterrichtete neben den Mönchen auch eine weltliche Lehrerschaft. Seit der Übernahme der Schule durch den Kanton Appenzell Innerrhoden heisst es korrekterweise Gymnasium, wird jedoch umgangssprachlich immer noch «Kollegi» (Kollegium) genannt. Wie es der Name schon sagt, ist diese Schule dem Heiligen Antonius gewidmet.
Der letzte geistliche Rektor war Pater Ephrem, der erste weltliche Rektor hingegen war Ivo Bischofberger, welcher am Ende des Schuljahres 2011/2012 sein Amt quittierte. Sein Nachfolger, Roman Walker, übernahm fortan diesen Posten. Nach zwei Jahren im Amt folgte ein herber Schicksalsschlag für das Gymnasium, woraufhin Silvio Breitenmoser zum Rektor ad interim für das Schuljahr 2015/2016 wurde. Momentan ist Marco Knechtle Rektor des Gymnasiums.

## Infrastruktur
Das Gymnasium verfügte über ein Internat, in welchem 52 Schüler Platz fanden. Dieses wurde 2020 aufgrund von Schülermangel geschlossen.
Im selben Gebäude sind das Erziehungsdepartement des Kantons Appenzell Innerrhoden, verschiedene Räumlichkeiten der Musikschule Appenzell und das Foyer dal Cappuccino untergebracht.
Die «Gymi-App» wurde von Schülern im Zuge der Begabungsförderung für das iPhone programmiert und zeigt unter anderem Stundenpläne, News, den Menueplan der Mensa und einen Feriencountdown an.

## Anlässe am Gymnasium
Das Gymnasium St. Antonius Appenzell  bietet seinen Schülern verschiedene Anlässe, um das Gemeinschaftsdenken zu fördern. Dazu gehören:
- Antonius-Tag: Am Antoniustag wird des Heiligen Antonius, des Namensgebers der Schule, gedacht. Nach dem Gottesdienst in der Kapelle neben dem Gymnasium wird der Antoniuspreis an von Schülern nominierte und von einer Jury ausgewählte Schüler verliehen, welche einen besonderen Einsatz im sozialen Bereich geleistet haben.
- Sporttag: Am Sporttag werden anstatt des normalen Unterrichtes am Morgen in einer Gruppe mit bestimmtem Motto an Posten verschiedene sportliche Aktivitäten und Spiele gespielt, am Nachmittag werden ein Unihockeyturnier und ein Minifussballturnier ausgetragen. Auch dieser Anlass dient der Gemeinschaftsstärkung
- Wintersporttag: Am Wintersporttag werden anstatt des regulären Unterrichts Wintersportarten betrieben. Die Auswahl zwischen Langlauf, Eislaufen, Skifahren auf dem Kronberg und Skifahren auf dem Jakobshorn (Graubünden) wird jedes Jahr aufs Neue geboten.
- Bergtag: Am Bergtag werden Klassenweise Bergwanderungen gemacht.
- Projekttage: In den Projekttagen werden in der ersten und zweiten Klasse klassenweise Projekte, die abwechslungsweise drei oder fünf Tage dauern (ungerade Jahreszahl = drei Tage, gerade Jahreszahl = fünf Tage),  gemacht, ab der dritten Klasse werden Projekte angeboten, aus welchen dann die Schüler auswählen dürfen, welches ihnen am besten gefällt. Die Projekte werden an einem weiteren, freiwilligen Anlass präsentiert. Jede Klasse bzw. jedes Projekt ist dort vertreten.

## Bekannte ehemalige Schüler
Verschiedene bekannte Persönlichkeiten haben eine Ausbildung am Gymnasium St. Antonius genossen. Dazu gehören:
- Simon Enzler, Kabarettist
- Karl Josef Romer, Kurienbischof
- Daniel Ziegler, Musiker
- Arnold Koller, alt Bundesrat
- Ernst Buschor, alt Regierungsrat Kanton Zürich
- Leutfrid Signer, Rektor des Kollegium St. Fidelis in Stans